# Bombardarea cu dragoste

Deși bombardarea cu dragoste poate fi folosită în scopuri pozitive și negative, aceasta este identificată ca o posibilă parte a unui ciclu de abuz.

Bombardarea cu dragoste (în engleză love bombing) este o încercare de a influența o persoană prin demonstrații intense de atenție și afecțiune. Aceasta poate fi utilizată în diverse scopuri, atât pozitive, cât și negative. Psihologii au identificat bombardarea cu dragoste ca fiind posibil parte a unui ciclu de abuz și avertizează asupra potențialelor pericole. Aceasta poate fi și o formă de manipulare psihologică, menită să creeze un sentiment de unitate într-un grup, perceput ca opus unei societăți ostile.

## Definiție și analiză
Expresia „bombardare cu dragoste” a fost inventată de membrii Bisericii Unificării din Statele Unite în anii 1970 și a fost folosită și de membrii organizației Family International. Profesorul de psihologie Margaret Singer⁠(d) a raportat despre acest concept. În cartea sa din 1996, Cults in Our Midst, Singer scrie:
„Imediat ce recruții arată interes, aceștia pot fi bombardați cu dragoste de recrutor sau de alți membri ai cultului. Acest proces de simulare a prieteniei și interesului era inițial asociat cu unul dintre primele culte ale tinerilor, dar curând a fost preluat de alte grupuri pentru a atrage oameni. Bombardarea cu dragoste este un efort coordonat, în general sub îndrumarea conducerii, implicând membri care îi copleșesc pe recruți și membri noi cu lingușiri, atingeri afectuoase, dar nonsexuale, și o atenție intensă la fiecare remarcă. Această „ofertă de companie instantanee” este o tehnică înșelătoare ce susține multe campanii de recrutare de succes.”

## Relații abuzive
Rețelele sociale pot intensifica efectul bombardării cu dragoste, permițând abuzatorului un contact constant cu victima. Semnele acestui comportament la începutul unei relații includ atenția intensă pe o perioadă scurtă și presiunea pentru un angajament rapid. Psihiatrul Dale Archer descrie fazele bombardării cu dragoste cu acronimul IDD: „Idealizare Intensă, Devalorizare, Renunțare, (Repetare)”, și sugerează o strategie de identificare cu SLL: „Oprește-te, Privește și Ascultă”. Ruperea contactului cu abuzatorul poate deveni posibilă cu sprijinul prietenilor și al familiei.
Un alt semn al bombardării cu dragoste este copleșirea cu afecțiune, cadouri și promisiuni, creând impresia unei „iubiri la prima vedere”. În entuziasmul inițial, victima poate să nu recunoască semnele abuzului, însă, când își arată interesul pentru altceva în afară de partener, manipulatorul poate manifesta furie sau comportamente pasiv-agresive. Dacă victima nu se conformează, abuzatorul poate iniția faza de devalorizare, prin retragerea afecțiunii și aplicarea unor „pedepse” — țipete, reproșuri, jocuri psihologice, tratament prin tăcere sau chiar abuz fizic.
Această expresie este utilizată și pentru a descrie metodele folosite de proxeneți și membrii de bandă pentru a-și controla victimele.

## Manifestări benigne
Atenția și afecțiunea excesivă nu constituie bombardare cu dragoste dacă nu sunt urmate de abuz. Archer explică:
„Cheia în a înțelege diferența dintre bombardarea cu dragoste și o curtare romantică este să observi ce urmează după ce doi oameni formează un cuplu. Dacă afecțiunea extravagantă continuă și nu apare o fază de devalorizare, atunci probabil că nu este vorba de bombardare cu dragoste. Deși o atenție constantă poate deveni deranjantă, aceasta nu este nesănătoasă în sine.”
Autorul și psihologul britanic Oliver James a recomandat bombardarea cu dragoste ca tehnică pentru părinții care doresc să-și ajute copiii cu probleme. În cartea sa din 2011, Love Bombing: Reset Your Child's Emotional Thermostat, James o descrie drept „dedicarea timpului unu-la-unu pentru a-ți răsfăța copilul cu dragoste și a răspunde dorințelor lui.” În 2011, reporterul Heidi Scrimgeour a aplicat această tehnică cu fiul său și a observat:
„Nu este o știință exactă că dragostea excesivă va îmbunătăți comportamentul copilului, dar ce m-a surprins a fost schimbarea comportamentului meu. Bombardarea cu dragoste m-a ajutat să-mi văd copilul într-o perspectivă nouă, iar atitudinea mea față de el s-a înmuiat, iar el părea să se bucure de atenția pozitivă.”